# The Best of Status Quo (The Early Years)
The Best of Status Quo (The Early Years) è un album rarità del gruppo inglese Status Quo, uscito nel 1985.

## Il disco
Il disco contiene molte delle prime incisioni realizzate dalla band inglese dopo il passaggio al genere hard boogie rock. Tutti i brani sono del periodo 1970-1971.

## Tracce
1. Down the Dustpipe - 2:01 - (Groszman)
2. Gerdundula - 3:50 - (Manston/James)
3. In My Chair - 2:38 - (Rossi/Young)
4. Umleitung - 7:07 - (Lancaster/Lynes)
5. Lakky Lady - 3:13 - (Rossi/Parfitt)
6. Daughter - 3:02 - (Lancaster/Rossi/Young)
7. Railroad - 5:39 - (Rossi/Young)
8. Tune to the Music - 3:09 - (Rossi/Young)
9. (April) Spring, Summer and Wednesdays - 4:15 - (Rossi/Young)
10. Mean Girl - 3:54 - (Rossi/Young)
11. Spinning Wheel Blues - 3:18 - (Rossi/Young)

## Formazione
- Francis Rossi (chitarra solista, voce)
- Rick Parfitt (chitarra ritmica, voce)
- Alan Lancaster (basso, voce)
- John Coghlan (percussioni)
- Roy Lynes (tastiere)